# 谷春立
谷春立（1957年7月—），辽宁葫芦岛人。1975年8月参加工作，1984年10月加入中国共产党，在职研究生学历，科技哲学博士，高级经济师。原吉林省副省长。

## 生平
东北大学文法学院科技哲学专业毕业，在职研究生，哲学博士学位，高级经济师。历任辽宁省沈阳市纺织局局长、市经贸委主任、市长助理，铁西区委书记、代区长，沈阳经济技术开发区党工委书记、管委会主任，市委常委等职。2006年4月调任鞍山市委副书记、代市长，2008年起担任全国人大代表。2010年8月升任中共鞍山市委书记，任内因推动大规模拆迁而饱受鞍山市民的诟病。另据媒体报道，谷春立主政鞍山八年时间里，将体育馆、游泳馆、妇儿中心、教委大楼等民生工程拆除，因此得名“谷大扒”；为了拆妇女儿童中心甚至投有害气体熏住户。另有媒体指其开创了政府法院"合作"强拆模式。
2013年1月被补选为吉林省人民政府副省长。2013年3月29日21时56分，吉林省吉煤集团通化矿业集团公司八宝煤业公司发生特别重大瓦斯爆炸事故，造成36人遇难（其中1人于3月31日在医院经抢救无效死亡），通化矿业公司为逃避国家调查，只上报28人遇难，隐瞒7名遇难人员不报。当年7月6日，新华社发布消息，国务院对吉煤集团八宝煤业公司瓦斯爆炸事故作出处理：给予吉林省副省长谷春立（对长春宝源丰公司火灾事故也负有领导责任）记过处分。
2015年8月1日，因涉嫌严重违纪违法接受组织调查，成为中共十八大以来吉林被查的“首虎”；六天后被免职。10月30日，中纪委发布消息称，谷春立被双开，并移送司法机关。2016年12月21日，哈尔滨市中级人民法院一审公开审理了谷春立受贿一案，他被控受贿计折合4365.7484万元，法庭将择期宣判。2017年3月31日，谷春立一审以受贿罪被判处有期徒刑十二年，并处没收个人财产人民币二百万元；对谷春立受贿所得财物及其孳息，予以追缴，上缴国库。谷当庭表示不上诉。